# Lista planetelor minore: 43001–44000
| Nume                                            | Denumire provizorie                             | Data descoperirii                               | Locul descoperirii                              | Descoperitor(i)                                 |                                                 |                                                 |                                                 |                                                 |                                                 |                                                 |                                                 |                                                 |                                                 |                                                 |                                                 |                                                 |                                                 |                                                 |                                                 |                                                 |                                                 |                                                 |                                                 |                                                 |                                                 |                                                 |                                                 |                                                 |                                                 |                                                 |                                                 |                                                 |                                                 |                                                 |                                                 |                                                 |                                                 |                                                 |                                                 |                                                 |                                                 |                                                 |                                                 |                                                 |                                                 |                                                 |                                                 |                                                 |                                                 |
| 43001–43100 Lista planetelor minore/43001–43100 | 43001–43100 Lista planetelor minore/43001–43100 | 43001–43100 Lista planetelor minore/43001–43100 | 43001–43100 Lista planetelor minore/43001–43100 | 43001–43100 Lista planetelor minore/43001–43100 | 43101–43200 Lista planetelor minore/43101–43200 | 43101–43200 Lista planetelor minore/43101–43200 | 43101–43200 Lista planetelor minore/43101–43200 | 43101–43200 Lista planetelor minore/43101–43200 | 43101–43200 Lista planetelor minore/43101–43200 | 43201–43300 Lista planetelor minore/43201–43300 | 43201–43300 Lista planetelor minore/43201–43300 | 43201–43300 Lista planetelor minore/43201–43300 | 43201–43300 Lista planetelor minore/43201–43300 | 43201–43300 Lista planetelor minore/43201–43300 | 43301–43400 Lista planetelor minore/43301–43400 | 43301–43400 Lista planetelor minore/43301–43400 | 43301–43400 Lista planetelor minore/43301–43400 | 43301–43400 Lista planetelor minore/43301–43400 | 43301–43400 Lista planetelor minore/43301–43400 | 43401–43500 Lista planetelor minore/43401–43500 | 43401–43500 Lista planetelor minore/43401–43500 | 43401–43500 Lista planetelor minore/43401–43500 | 43401–43500 Lista planetelor minore/43401–43500 | 43401–43500 Lista planetelor minore/43401–43500 | 43501–43600 Lista planetelor minore/43501–43600 | 43501–43600 Lista planetelor minore/43501–43600 | 43501–43600 Lista planetelor minore/43501–43600 | 43501–43600 Lista planetelor minore/43501–43600 | 43501–43600 Lista planetelor minore/43501–43600 | 43601–43700 Lista planetelor minore/43601–43700 | 43601–43700 Lista planetelor minore/43601–43700 | 43601–43700 Lista planetelor minore/43601–43700 | 43601–43700 Lista planetelor minore/43601–43700 | 43601–43700 Lista planetelor minore/43601–43700 | 43701–43800 Lista planetelor minore/43701–43800 | 43701–43800 Lista planetelor minore/43701–43800 | 43701–43800 Lista planetelor minore/43701–43800 | 43701–43800 Lista planetelor minore/43701–43800 | 43701–43800 Lista planetelor minore/43701–43800 | 43801–43900 Lista planetelor minore/43801–43900 | 43801–43900 Lista planetelor minore/43801–43900 | 43801–43900 Lista planetelor minore/43801–43900 | 43801–43900 Lista planetelor minore/43801–43900 | 43801–43900 Lista planetelor minore/43801–43900 | 43901–44000 Lista planetelor minore/43901–44000 | 43901–44000 Lista planetelor minore/43901–44000 | 43901–44000 Lista planetelor minore/43901–44000 | 43901–44000 Lista planetelor minore/43901–44000 | 43901–44000 Lista planetelor minore/43901–44000 |
| ----------------------------------------------- | ----------------------------------------------- | ----------------------------------------------- | ----------------------------------------------- | ----------------------------------------------- | ----------------------------------------------- | ----------------------------------------------- | ----------------------------------------------- | ----------------------------------------------- | ----------------------------------------------- | ----------------------------------------------- | ----------------------------------------------- | ----------------------------------------------- | ----------------------------------------------- | ----------------------------------------------- | ----------------------------------------------- | ----------------------------------------------- | ----------------------------------------------- | ----------------------------------------------- | ----------------------------------------------- | ----------------------------------------------- | ----------------------------------------------- | ----------------------------------------------- | ----------------------------------------------- | ----------------------------------------------- | ----------------------------------------------- | ----------------------------------------------- | ----------------------------------------------- | ----------------------------------------------- | ----------------------------------------------- | ----------------------------------------------- | ----------------------------------------------- | ----------------------------------------------- | ----------------------------------------------- | ----------------------------------------------- | ----------------------------------------------- | ----------------------------------------------- | ----------------------------------------------- | ----------------------------------------------- | ----------------------------------------------- | ----------------------------------------------- | ----------------------------------------------- | ----------------------------------------------- | ----------------------------------------------- | ----------------------------------------------- | ----------------------------------------------- | ----------------------------------------------- | ----------------------------------------------- | ----------------------------------------------- | ----------------------------------------------- |

| Predecesor: 42001–43000 | Lista planetelor minore 43001–44000 Semnificații ale numelor: 43001–44000 | Succesor: 44001–45000 |